# Les Cris de Paris
Ne doit pas être confondu avec Le Cri de Paris ou Cris de Paris.
 (mai 2023).
Si vous disposez d'ouvrages ou d'articles de référence ou si vous connaissez des sites web de qualité traitant du thème abordé ici, merci de compléter l'article en donnant les références utiles à sa vérifiabilité et en les liant à la section « Notes et références ».
 (mai 2023).
La mise en forme du texte ne suit pas les recommandations de Wikipédia : il faut le « wikifier ».
Les points d'amélioration suivants sont les cas les plus fréquents. Le détail des points à revoir est peut-être précisé sur la page de discussion.
- Les titres sont pré-formatés par le logiciel. Ils ne sont ni en capitales, ni en gras.
- Le texte ne doit pas être écrit en capitales (les noms de famille non plus), ni en gras, ni en italique, ni en « petit »…
- Le gras n'est utilisé que pour surligner le titre de l'article dans l'introduction, une seule fois.
- L'italique est rarement utilisé : mots en langue étrangère, titres d'œuvres, noms de bateaux, etc.
- Les citations ne sont pas en italique mais en corps de texte normal. Elles sont entourées par des guillemets français : « et ».
- Les listes à puces sont à éviter, des paragraphes rédigés étant largement préférés. Les tableaux sont à réserver à la présentation de données structurées (résultats, etc.).
- Les appels de note de bas de page (petits chiffres en exposant, introduits par l'outil «  Source ») sont à placer entre la fin de phrase et le point final[comme ça].
- Les liens internes (vers d'autres articles de Wikipédia) sont à choisir avec parcimonie. Créez des liens vers des articles approfondissant le sujet. Les termes génériques sans rapport avec le sujet sont à éviter, ainsi que les répétitions de liens vers un même terme.
- Les liens externes sont à placer uniquement dans une section « Liens externes », à la fin de l'article. Ces liens sont à choisir avec parcimonie suivant les règles définies. Si un lien sert de source à l'article, son insertion dans le texte est à faire par les notes de bas de page.
- La présentation des références doit suivre les conventions bibliographiques. Il est recommandé d'utiliser les modèles {{Ouvrage}}, {{Chapitre}}, {{Article}}, {{Lien web}} et/ou {{Bibliographie}}. Le mode d'édition visuel peut mettre en forme automatiquement les références.
- Insérer une infobox (cadre d'informations à droite) n'est pas obligatoire pour parachever la mise en page.

Pour une aide détaillée, merci de consulter Aide:Wikification.
Si vous pensez que ces points ont été résolus, vous pouvez retirer ce bandeau et améliorer la mise en forme d'un autre article.
Compagnie consacrée à l’art vocal sous différentes formes, Les Cris de Paris s’associent à des artistes issus de disciplines variées, constamment à la recherche de formes nouvelles. En collaboration avec des compositeurs, des chorégraphes, des plasticiens et des metteurs en scènes, ils suscitent et commandent la création de spectacles, de pièces, d’œuvres aussi nouvelles qu’inclassables, et se produisent dans des lieux et festivals consacrés à l’art contemporain, à la création sous toutes ses formes (chorégraphique, scénique, lyrique, vocale contemporaine...), en France et à l’étranger.
La compagnie porte le nom d’une chanson polyphonique de la Renaissance, composée par Clément Janequin vers 1530. Dans sa conception (une collecte de cris pris sur le vif et enchâssés dans une musique savante), cette chanson de Janequin est d’une modernité surprenante ; elle résonne avec les problématiques de tout artiste contemporain qui s’empare du réel, de son environnement sonore, social, urbain.
Le dernier vers — « Si vous en voulez plus ouyr, allez les donc querre ! » — rappelle à l’auditeur qu’il s’agit d’une proposition originale, mais partielle et aléatoire, visant à fixer ce qui ne peut l’être. Une œuvre toujours à recommencer.

## L'ensemble
La démarche artistique des Cris de Paris est le reflet de la richesse et de la variété des parcours des artistes qui participent à leurs productions ; ils peuvent être trois comme quatre-vingt, avec parmi eux des compositeurs, des arrangeurs, des comédiens, des metteurs en scène, des instrumentistes, des danseurs, des directeurs d’ensembles, des chefs de chœur, des plasticiens, des créateurs sonores, des pédagogues…
Curieux et passionnés, ils s’investissent avec la même audace dans la redécouverte d’œuvres méconnues que dans l’exploration des potentialités de la voix au sein de la création contemporaine.
Leurs projets musicaux prennent place dans le cadre de concerts, de performances, mais également au sein de productions scéniques mêlant plusieurs formes artistiques (théâtre, danse, lecture..).
La plupart des créations qui jalonnent les saisons culturelles des Cris de Paris mêlent la musique contemporaine à la musique ancienne, les musiques actuelles à la musique baroque et romantique…
Pour l’ensemble de leurs activités, Les Cris de Paris sont aidés par le Ministère de la Culture - DRAC d’Île-de-France, par la Région Île-de-France et la Ville de Paris.
Ils sont artistes associés de la Fondation Singer-Polignac depuis 2012.
Ces dernières années, Les Cris de Paris se sont notamment produits dans les lieux suivants :

### À Paris et sa région
Philharmonie de Paris, Théâtre du Châtelet, Théâtre des Bouffes du Nord, Théâtre de l’Athénée, La Villette, Festival d’Automne à Paris, Points Communs - Scène Nationale de Cergy-Pontoise, Théâtre de Saint-Quentin-en-Yvelines, Abbaye de Royaumont, La Seine Musicale.

### En France
Bonlieu - Scène nationale d’Annecy, Opéra de Reims, Opéra de Dijon, Scène nationale d’Orléans, Maison de la Culture d’Amiens, Atelier Lyrique de Tourcoing, Le Tandem - Arras-Douais, Théâtre Garonne - Toulouse.

### Festivals
Festival d’Automne à Paris, Festival d’Avignon, Festival International d’Opéra Baroque & Romantique de Beaune, Festival d’Ambronay, Festival de la Chaise-Dieu, Festival des Abbayes en Lorraine, Festival Musica de Strasbourg.

### À l’étranger
Wiener Festwochen - Vienne (Autriche), Kunstenfestivaldesarts - Bruxelles, Concertgebouw - Bruges (Belgique), Théâtre Vidy-Lausanne (Suisse), Teatro Central - Séville (Espagne), Culturgest - Lisbonne, Teatro Municipal - Porto (Portugal), Festival Internacional Cervantino, Guanajuato (Mexique), Institut Français de Madagascar, Antananarivo (Madagascar).

## Projets artistiques
Les dernières créations des Cris de Paris comprennent notamment :

### 2022
L’Ailleurs de l’autre, musiques vocales de Laponie, du Burkina Faso, du Cameroun, de Centrafrique, de Madagascar, de Mongolie, du Tibet, d’Inde du Sud, des îles Salomon… - avec la voix de Gilles Léothaud, ethnomusicologue. Dramaturgie Thomas Guillaud-Bataille. Création à Points Communs - Scène nationale de Cergy-Pontoise, février 2022.
t u m u l u s, danse et musique vocale - en collaboration avec François Chaignaud - Mandorle productions. Œuvres de Jean Richafort, Claude Vivier, Antonio Lotti, William Byrd, Josquin des Prés. Création à Bonlieu - Scène Nationale d’Annecy, mai 2022.
Dafne, opéra-madrigal composé par Wolfgang Mitterer d’après Heinrich Schütz - en collaboration avec Aurélien Bory - Compagnie 111. Création au Théâtre de l’Athénée à Paris, septembre 2022.

### 2021
Jardins Partagés | Folk songs, Pierre-Yves Macé, cantate électroacoustique pour dix chanteurs, dix instrumentistes et cinq haut-parleurs | Luciano Berio, Folk Songs, avec Lucile Richardot. Création en intégralité dans le cadre du Festival d’Automne à Paris, décembre 2021.
Balliamo ! Monteverdi et la danse - extraits de : Scherzi musicali ; Selva morale e spirituale ; VIIe, VIIIe, IXe livres de madrigaux de Claudio Monteverdi. Composition originale de Eva Reiter, co-commande CCR d'Ambronay et Les Cris de Paris. Création au festival d'Ambronay, octobre 2021.
David & Salomon, d’après les Psalmen Davids d’Heinrich Schütz. Concert filmé en juin 2021 en l’église Saint-Maurice de Reims pour Arte Concert. Réalisé par Philippe Béziat, produit par Camera Lucida.

### 2020
Actéon, opéra de chasse de Marc-Antoine Charpentier - mise en scène de Benjamin Lazar, réalisation Corentin Leconte, en coproduction avec Camera Lucida productions . Film-opéra tourné en plan-séquence au Théâtre du Châtelet à Paris, décembre 2020. Avec le soutien de la Fondation Bettencourt-Schueller.
Marginalia, Francesco Filidei, Tomas Bordalejo, Marco Stroppa, Oscar Strasnoy, Wolfgang Mitterer, Jérôme Combier ; œuvres pour interprétation en visioconférence. Création dématérialisée en confinement, avril 2020. Avec le soutien de la Fondation Bettencourt-Schueller.

### 2019
Heptaméron, récits de la chambre obscure d’après Marguerite de Navarre - mise en scène Benjamin Lazar. Œuvres de Luca Marenzio, Claudio Monteverdi et Carlo Gesualdo. Création à la Maison de la Culture d’Amiens, janvier 2019.
Extended Vox en collaboration avec Erwan Keravec, cornemuse. Œuvres de Bernhard Lang et Wolfgang Mitterer. Création au Quartz, Scène Nationale de Brest, février 2019.
David & Salomon, d’après les Psalmen Davids d’Heinrich Schütz. Création en version de concert au Printemps des Arts de Monte-Carlo, avril 2019.
Journal, Claude Vivier, pièce pour quatre voix solistes, chœur et percussion. Concert dans le cadre du Festival d’Automne à Paris, novembre 2019.

### 2018
Melancholia, all the world’s a stage, madrigals and motets around 1600. Œuvres de William Byrd, Carlo Gesualdo, John Wilbye, etc. Création à la Cathédrale d’Épinal en mars 2018.
György Kurtág a capella : Omaggio a Luigi Nono, Huit chœurs sur les poèmes de Dezö Tandori, et création contemporaine de Paolo Perezzani. Concert de clôture du Festival Milano Musica (Italie), novembre 2018.

### 2017
Passions, Venezia (1600 - 1750) - Œuvres de Tarquino Merula, Claudio Monteverdi, Antonio Lotti, Antonio Caldara, Francesco Cavalli. Création au Théâtre Jean Vilar à Suresnes, mars 2017.

### 2016
Orfeo, Claudio Monteverdi - mise en scène de Julie Bérès et l’Académie de l’Opéra de Paris. Création à l’Amphithéâtre de l’Opéra Bastille à Paris, mai 2016.

### 2015
Israël en Égypte, G. F. Haendel, oratorio pour solistes, chœur et orchestre. Création au Festival de Beaune, juillet 2015.

### 2014
La Sodomia en la Nueva España, d’après Luis Felipe Fabre - en collaboration avec Benjamin Lazar. Création au Festival International de Cervantino, août 2014.
5.1 - polyphonies spatialisées, Motet à 40 voix de Tallis et autres grandes œuvres polyphoniques sacrées de Janequin, Ockeghem, Desprez, Tallis, Caldara, Gabrieli, Mendelssohn, Hillborg et Aurélien Dumont (commande des Cris de Paris). Création au Festival Les Traversées de l’Abbaye de Noirlac, juillet 2014.
L’Homme armé, Francisco Filidei, Missa super L’Homme armé (nouvelle version, commande des Cris de Paris) et Missa L’Homme armé sexti toni (c. 1490), Josquin des Prés. Création au Festival Musica de Strasbourg, octobre 2014.
Composition for a new museum - en collaboration avec Olivier Beer. Performances données à l’occasion de l’inauguration de la Fondation Louis Vuitton, octobre 2014.

### 2012
Memento Mori, œuvres de Claudio Monteverdi et Luigi Rossi. Création au Théâtre des Bouffes du Nord à Paris, mars 2012.

### 2010
Cachafaz, tragédie barbare en deux actes et en vers, Oscar Strasnoy, d’après Copi - mise en scène Benjamin Lazar. Création au Théâtre de Cornouaille à Quimper, novembre 2010.

## Discographie
Les enregistrements les plus récents des Cris de Paris sont:
David & Salomon, Psalmi - Canticum Canticorum - Heinrich Schütz (2022, harmonia mundi HMM 905346) - ƒƒƒƒ de Télérama
Berio To Sing, Lucile Richardot - Luciano Berio (2021, harmonia mundi HMM 902647) - Choc de Classica, Le choix de France Musique, ƒƒƒƒ de Télérama
Passions, Venezia 1600-1750 - Giovanni Gabrieli, Claudio Monteverdi, Tarquinio Merula, Francesco Cavalli etc. (2019, harmonia mundi HMM 902632) - Diapason d'or, Choc de Classica, Editor's choice Deutsche Grammophon
Melancholia, all the world’s a stage, madrigals and motets around 1600 - William Byrd, Carlo Gesualdo, John Wilbye etc. (2018, harmonia mundi HMM 902298) - Choc de Classica, Le choix de France Musique, Editor's choice Deutsche Grammophon
It - Francesco Filidei, Marco Stroppa, Luca Francesconi, Mauro Lanza (2017, NoMadMusic NMM040)
Les Orphelines de Venise - Antonio Vivaldi (2016, Ambronay Editions AMY047) - ƒƒƒƒ de Télérama
Memento Mori - Claudio Monteverdi, Luigi Rossi (2013, Aparté AP59) - 5 Diapasons
Le Paradis perdu, drame oratorio en quatre parties sur un livret d’Édouard Blau (1878) - Théodore Dubois (2012, Aparté AP030) - Coup de cœur de La Dispute, France Musique
Missa Sacra op. 147 - Robert Schumann (2012, Aparté AP044) - Diapason d'or

## Transmission

### A﹒V﹒E﹒C - Académie Voix et Composition
Avec Points communs, Scène nationale de Cergy-Pontoise et du Val d’Oise, Les Cris de Paris développent des ateliers de composition, spécifiquement destinés à la formation aux écritures vocales. Entourés de compositeurs, d’enseignants et d’interprètes des Cris de Paris, de jeunes compositeurs sont invités à écrire pour des chœurs de jeunes chanteurs du Val d’Oise, et à suivre le montage de leur partition par ces interprètes.
Le but de cette académie est triple : 
- Offrir à de jeunes compositrices et compositeurs une meilleure connaissance de la voix, à la fois dans sa dimension soliste et dans son utilisation au sein de collectifs, en leur apportant des connaissances historiques, techniques et pratiques, et en leur donnant la possibilité de concevoir et mettre en application des œuvres adaptées à leurs projets personnels.

- Proposer des solutions de continuité, à travers un répertoire nouveau et sa mise en pratique, entre le monde du chant professionnel, les lieux de formation que sont les conservatoires, et les structures de pratique amateur ou semi-amateur telles que les chorales et les ensembles vocaux.

- Tisser des liens sociaux réels dans la cité, par cette mise en adéquation des créateurs et des praticiens, pour dynamiser la formation humaine et professionnelle des compositeurs, enrichir les praticiens et les auditeurs dans des défis réalistes qui participent au développement personnel de chacun, et favoriser ainsi un plus large accès à la culture.

La Fondation Royaumont et la SACEM sont partenaires du projet.

### Les Villes Imaginaires - Saint-Quentin-en-Yvelines
Aux côtés du Théâtre de Saint-Quentin-en-Yvelines, Les Cris de Paris interrogent la ville, son identité sonore et musicale. Pour mieux cerner son identité géographique imbriquée et complexe, et mettre en lumière la richesse culturelle d’un territoire à travers celle de ses habitants, les Cris mènent l’enquête dans chacune des douze communes qui composent l’agglomération de Saint-Quentin, par différents moyens et différentes formes d’actions qui se complètent :  
- Des captations sonores dans les douze communes de Saint-Quentin-en-Yvelines : sons de la ville, chants et témoignages des habitants.
- La réalisation d’un film documentaire sur le projet lui-même (et donc sur les ateliers), pendant deux ans, par la réalisatrice Delphine de Blic.

De la Babylone archétypale jusqu’à Metropolis l’ultramoderne en passant par les villes utopiques déclinées de la Renaissance au XIXe siècle, Saint-Quentin-en-Yvelines présent et futur peut donner à rêver et permettrait également une mise en garde pour que la transformation du territoire ou le projet de son aménagement épouse les courbes sonores les plus heureuses pour tous ceux qui y habitent et y travaillent, et le feront dans l’avenir.